# Véria (Grèce)
Pour les articles homonymes, voir Véria et Bérée.
Véria (grec moderne : Βέροια / Véria, orthographes alternatives : Bérée, Béroia ou Véroia) est une ville de Grèce, en Macédoine-Centrale (35 000 hab.), capitale du district régional d'Imathie, existant depuis l'Antiquité. Berceau de la dynastie antigonide, siège du koinon des Macédoniens, c'est une ville florissante aux époques romaine et médiévale.

## Géographie
Véria est une ville de  Macédoine-Centrale, au nord de la Grèce.
Elle est située à 511 kilomètres au nord-nord-ouest de la capitale Athènes et à 73 kilomètres à l'ouest-sud-ouest de Thessalonique.
Le dème a une superficie de 796,494 km2, l'unité municipale de 359,146 km2.

## Histoire

### Antiquité
Véria tire son nom de Βέροια (Béroia ou Bérée), fille d'Océan et de Téthys. C'est l'un des cultes antiques rendus dans la ville. Cité macédonienne, Véria devient romaine en 148 av. J.-C. tout en restant culturellement hellénique ; sous la domination romaine, elle se développe et de nouveaux marchés, théâtres, stades et thermes apparaissent.

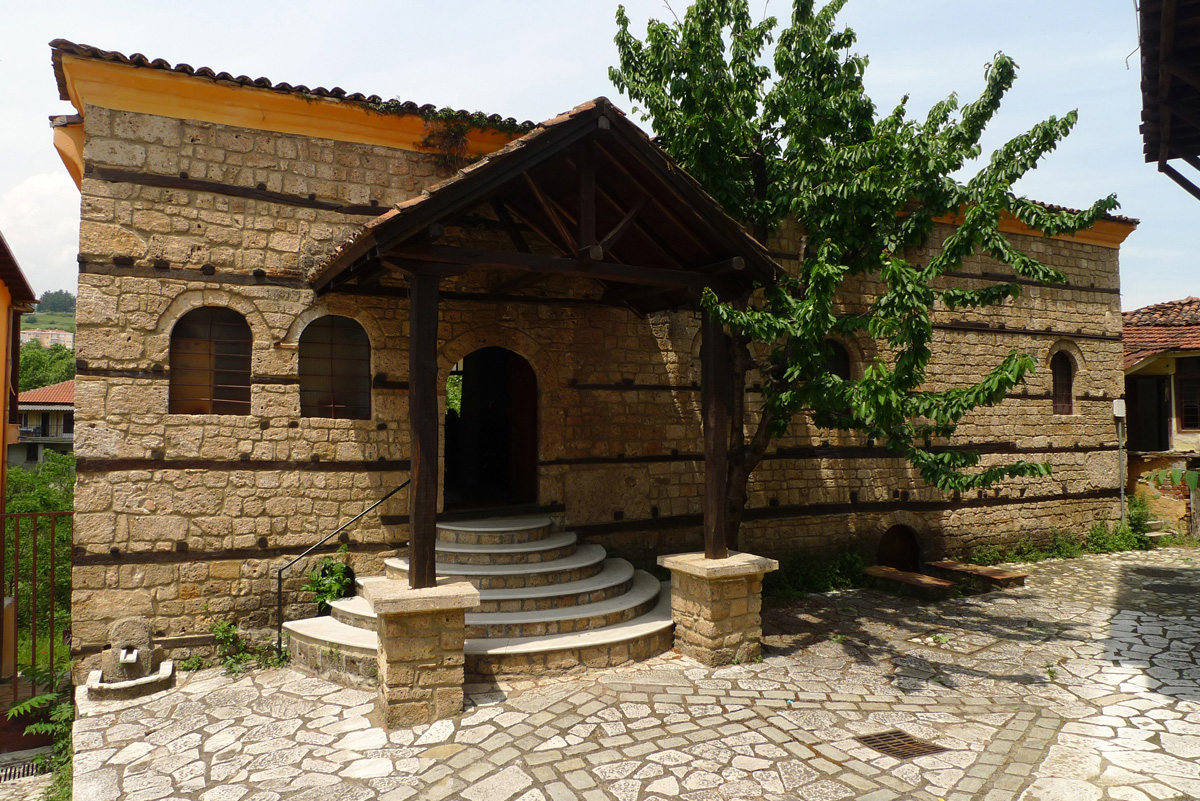
La synagogue romaniote de Véria.

Entre l'an 50 et 52 de l'ère chrétienne, durant son second voyage apostolique, Paul de Tarse passe par Véria (généralement rendu par Bérée dans les traductions françaises de la Bible), après avoir dû quitter Thessalonique dans la précipitation, car certains juifs, agacés par son prosélytisme, l'y accusaient de présenter le prophète Jésus de Nazareth en « roi », autre que l'empereur romain, ce qui était considéré par les Romains comme séditieux. Passant de Thessalonique à Véria en compagnie de Silas et Timothée d'Éphèse (Ac. 17 : 10-15), il prêche dans la synagogue où son enseignement est bien reçu : « Beaucoup d’entre eux devinrent croyants ainsi que des femmes grecques de haut rang et des hommes en nombre appréciable » (Ac. 17 : 12).
Mais des juifs de Thessalonique l'y poursuivent, relancent la polémique, et Paul doit quitter Véria et aller prendre la mer. Il y laisse cependant Silas et Timothée pour qu'ils y continuent le travail d'évangélisation (Ac. 17 : 14). De là Paul continue vers Athènes. Un de ses collaborateurs, Sopatros, est originaire de Véria (Ac. 20 : 4).
En 395, les Wisigoths ravagent Véria, avant de se diriger vers le Péloponnèse, l'Épire, puis la Dalmatie et l'Italie. La cité subit un pillage, la population se réfugie sur les piémonts. Les Romains la reconstruisent et établissent une "préfecture prétorienne" (ὑπαρχία τῶν πραιτωρίων) d'Illyrie (Ἐπαρχότης Ἰλλυρικοῦ), qui subsiste après la division de l'Empire romain en cette même année 395.

### Moyen Âge
En 610, après deux siècles de paix, ce sont les tribus Slaves qui s'installent autour de Véria. Les autorités impériales, qui à ce moment sont aux prises avec les Perses sassanides à l'est et les Avars au nord, préfèrent engager ces Slaves comme des vassaux et des troupes auxiliaires en Grèce, plutôt que de les voir s'allier aux Avars comme c'était le cas sur le Danube. Petit-à-petit, ces nombreux Slaves établis autour de Véria et dans la ville même, s'hellénisent. L'empire romain d'orient (que nous appelons "byzantin") institue alors des "thèmes", préfectures à la fois civiles et militaires : la ville fait partie de celui de Thessalonique.
Au nord-ouest, l'Empire fait désormais face à un nouvel état qui regroupe les Slaves, les Valaques et les Grecs de l'intérieur des terres de la péninsule des Balkans : la Bulgarie. Les fréquentes escarmouches et les guerres entre cet état et l'Empire, entretiennent une insécurité qui nuit à l'activité de la ville, qui change plusieurs fois de mains et se dépeuple. En 1018, au terme d'une guerre longue et sanglante, l'empereur Basile II parvient à reconquérir la péninsule des Balkans en anéantissant la Bulgarie. Cela provoque de grands déplacements de populations, et notamment des Valaques de Bulgarie qui se dispersent : une partie d'entre eux migre vers la Transylvanie où ils grossissent les rangs de ceux qui s'y trouvaient déjà, mais un grand nombre s'installe en Thessalie qui est alors appelée la "Grande Valachie" (Μεγάλη Βλαχία) par les auteurs byzantins et en Macédoine occidentale, où on en trouve encore, entre autres dans les villages autour de Véria. À leur tour, comme les Slaves auparavant, ces Valaques romanophones vont s'helléniser au fil des siècles, Véria représentant un centre d'hellénisation par ses marchés, ses églises et ses écoles.
Encore deux siècles de paix relative, et ce sont cette fois les "Francs" (Φράγγοι- mot grec désignant les Occidentaux catholiques) qui, lors de la quatrième croisade, s'emparent de Thessalonique : Véria se trouve alors annexée par le royaume latin de Salonique créé au profit du magnat italien Boniface de Montferrat, déçu d'avoir du laisser à Baudouin de Flandre le trône de l'Empire latin de Constantinople. Les "Francs", ou "Latins", asservissent et maltraitent la population grecque et valaque, orthodoxe, qui se révolte : après 20 ans d'existence, le royaume des Montferrat s'effondre et la ville est libérée (du point de vue grec) par l'état grec d'Épire. En 1261, l'Empire byzantin se reforme, mais il est désormais très affaibli et endetté. En 1332, Véria est envahie et annexée par Étienne Douchan, l'empereur des Serbes, qui ne la garde que huit ans, après quoi elle revient à l'Empire byzantin. La puissance de celui-ci n'est pourtant plus qu'un souvenir, et Véria, disputée entre l'Empire et les boyards serbes et bulgares de Macédoine, tombe aux mains des Turcs ottomans en 1390. Dès lors, l'Empire grec est réduit à sa capitale Constantinople, à Mistra et à quelques îles Égéennes. Quant à Véria, elle est intégrée à la province ottomane de Roumélie (Rum-Eli- mot turc signifiant "pays des Romains" : en effet les anciens citoyens byzantins, bien que de langue grecque, s'identifiaient toujours comme "Romains", en grec Ῥωμαίοι).

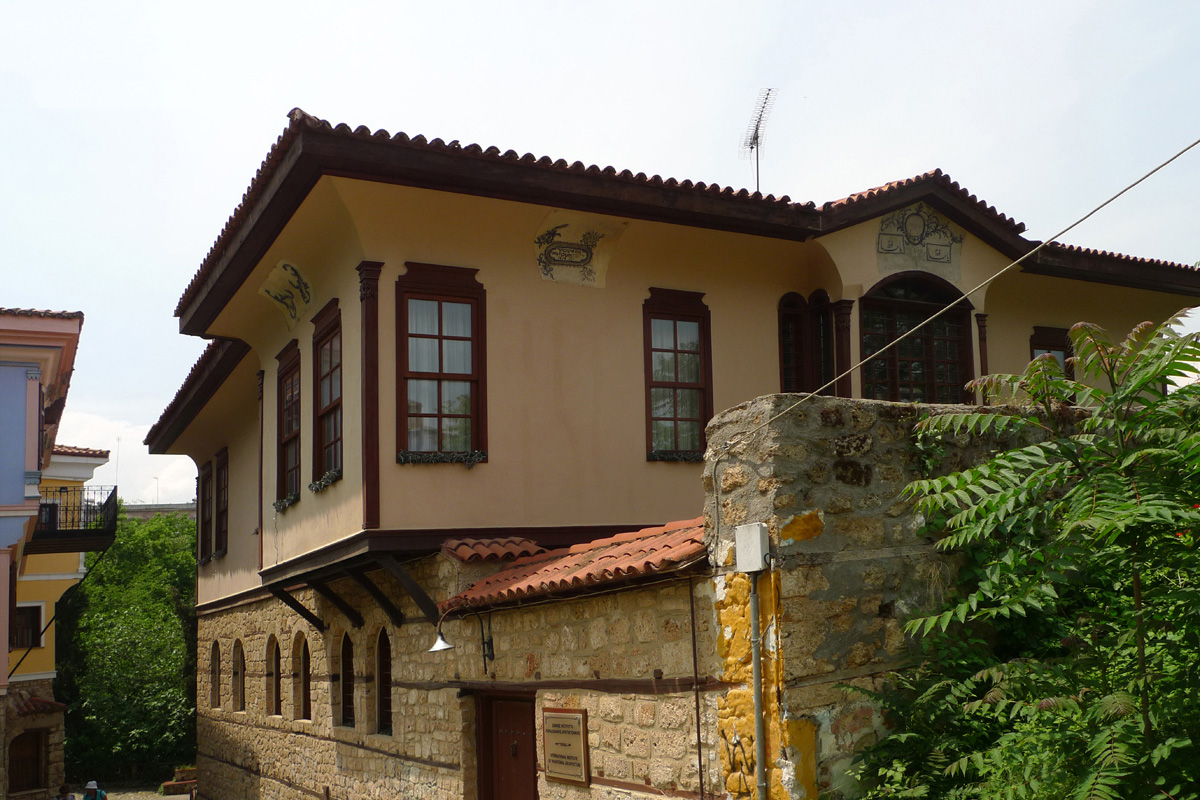
Maison traditionnelle de Véria (celle du rabbin romaniote Barboutas).

Comme les "Francs" avant eux, les Turcs mettent en place un système agricole (Timars) contraignant pour la population, qu'ils soumettent de surcroît à la dîme, à la capitation (haraç) et au devchirmé (παιδομάζωμα : razzia des enfants, pour en faire des janissaires). Véria n'est plus qu'un gros bourg, peuplé non seulement de Grecs et de Turcs, mais aussi de Bulgares, de Juifs romaniotes et de Valaques. Pour échapper aux taxes et au devchirmé, une partie de chaque communauté non-turque passe à l'islam : ce sont respectivement les Pomaques et Torbèches, les Avdétis ou Dönmés et les Mégléniotes. On trouvait aussi jadis, autour de Véria, des Saracatsanes, bergers nomades désormais sédentarisés.

### Époque moderne
Les révoltes des chrétiens, fréquentes, sont réprimées dans le sang, et de nombreuses bandes d'insurgés se forment, mi-voleurs (κλέφτες: klephtes), mi-héros. Elles joueront un rôle non négligeable dans la guerre d'indépendance grecque au début du XIXe siècle, mais alors que le royaume de Grèce est reconnu en 1832, Véria devra attendre encore 80 ans pour lui être enfin rattachée, en 1912, au terme de la première guerre balkanique.
Les musulmans vériotes commencent alors à émigrer vers la Turquie, tandis que des populations grecques venues de ce pays (les Micrasiates), s'y installent. La ville se ré-hellénise et s'étend. Elle devient un prospère marché agricole début du XXe siècle et se trouve reliée par le rail à Thessalonique (ligne à voie étroite desservant Flórina et Kozani).
Durant la Seconde Guerre mondiale, Véria fut occupée par la Wehrmacht. Les nazis fusillèrent de nombreux résistants et otages, et déportèrent les juifs grecs.
La ville se relève et s'industrialise dans les années 1950 et 1960, mais la crise financière des années 2010, due à la dérégulation mondiale et aux endettements de la Grèce remet ces acquis en question.

## Population
| 1991   | 2001   | 2011   | - |
| ------ | ------ | ------ | - |
| 39 468 | 43 394 | 43 158 | - |

## Transports

### Transport routier
Véria est relié par l'autoroute A2 (Kípi–Xánthi–Kavála–Thessalonique–Ioánnina–Igoumenítsa) et par la route nationale E04 (Kozáni–Véria–Chalkidóna).

### Transport ferroviaire
La gare de Véria (en) se trouve sur la ligne de Thessalonique à Bitola (en).

## Jumelages
| Ville | Ville     | Pays | Pays     | Période     |
| ----- | --------- | ---- | -------- | ----------- |
|       | Kazanlak  |      | Bulgarie |             |
|       | Koursk    |      | Russie   | depuis 2016 |
|       | Rognac    |      | France   |             |
|       | Stróvolos |      | Chypre   |             |
|       | Užice     |      | Serbie   |             |
|       | Zemun     |      | Serbie   |             |

## Galerie

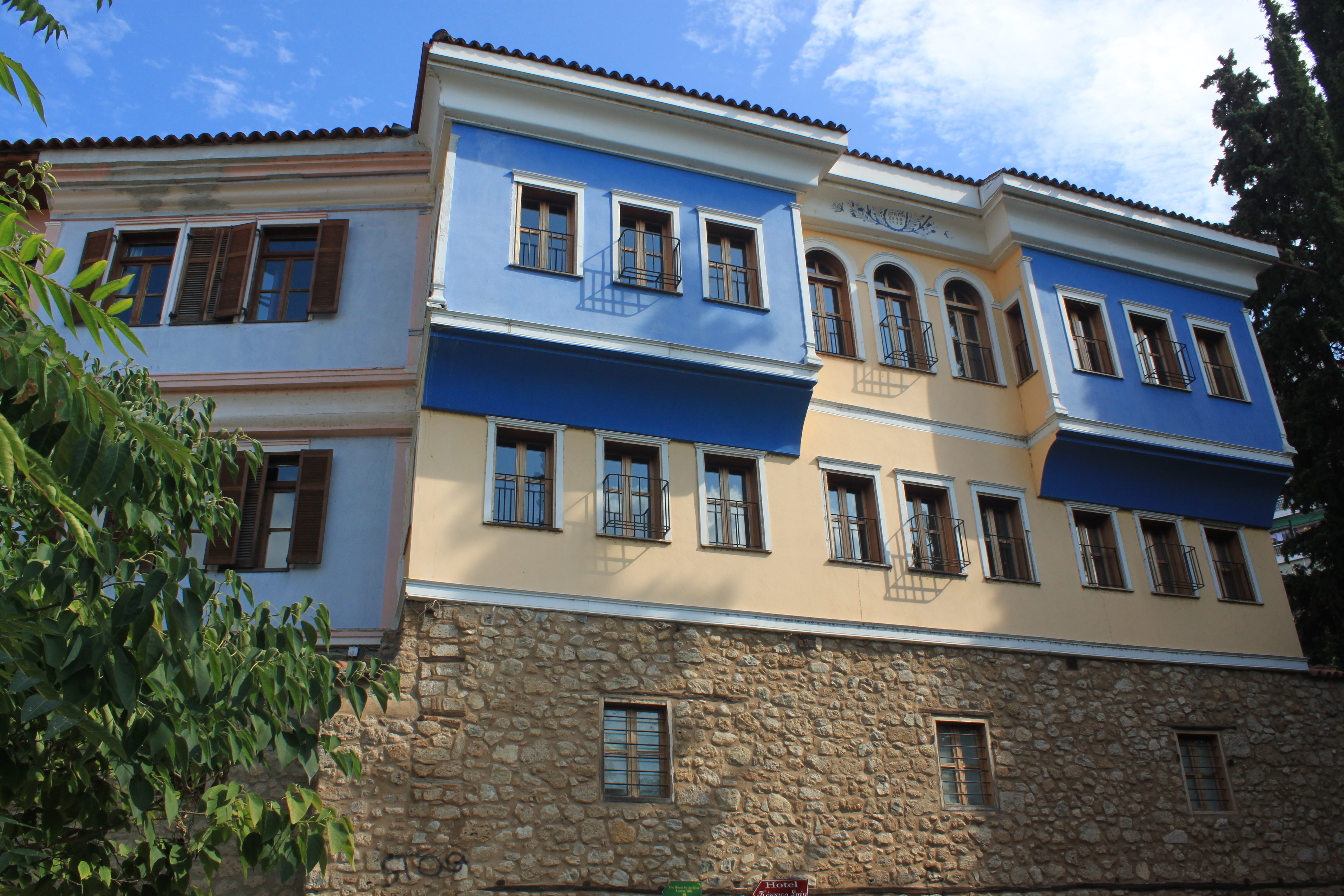
Maisons traditionnelles du quartier Barbouta
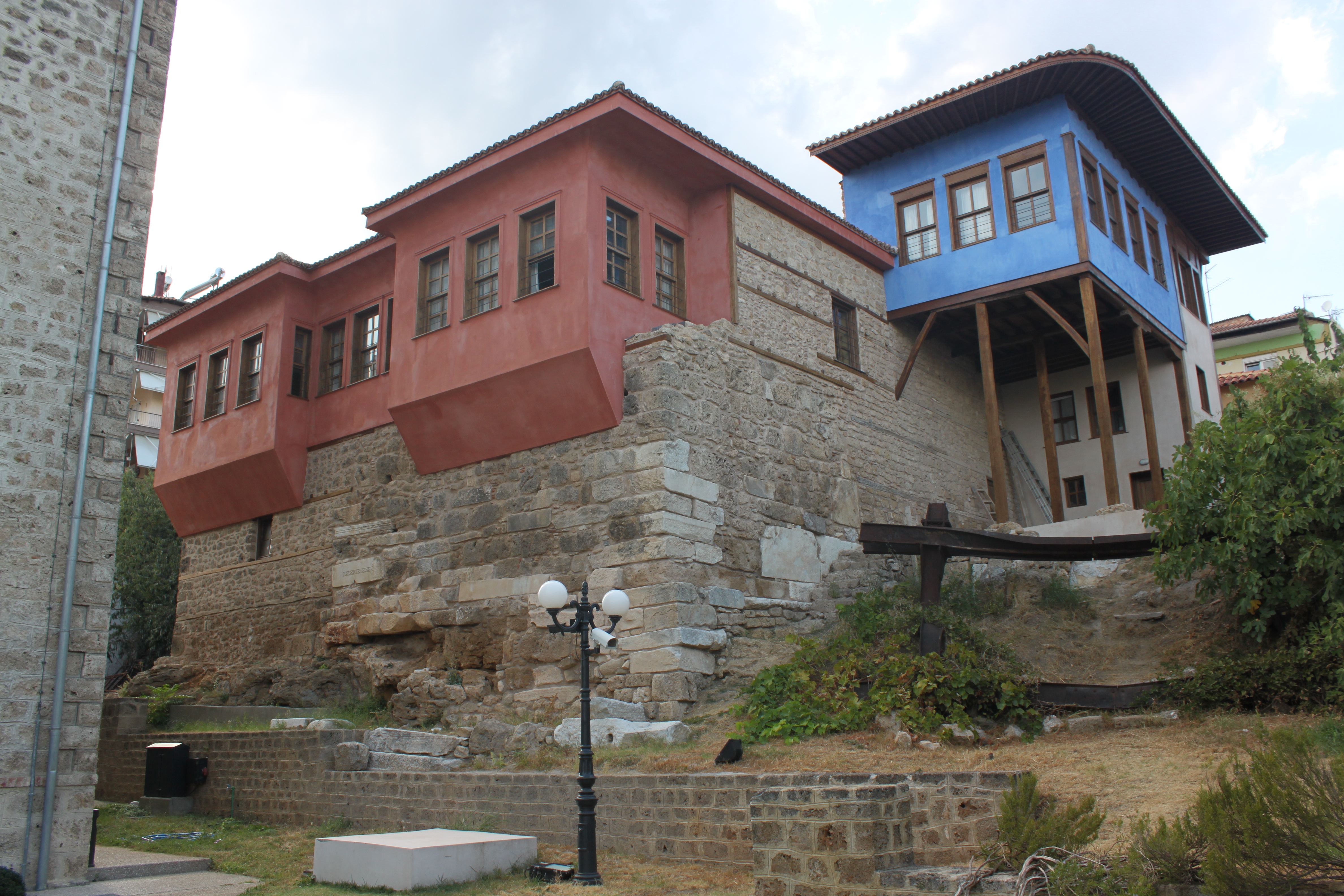
Maisons traditionnelles rénovées à côté du musée byzantin
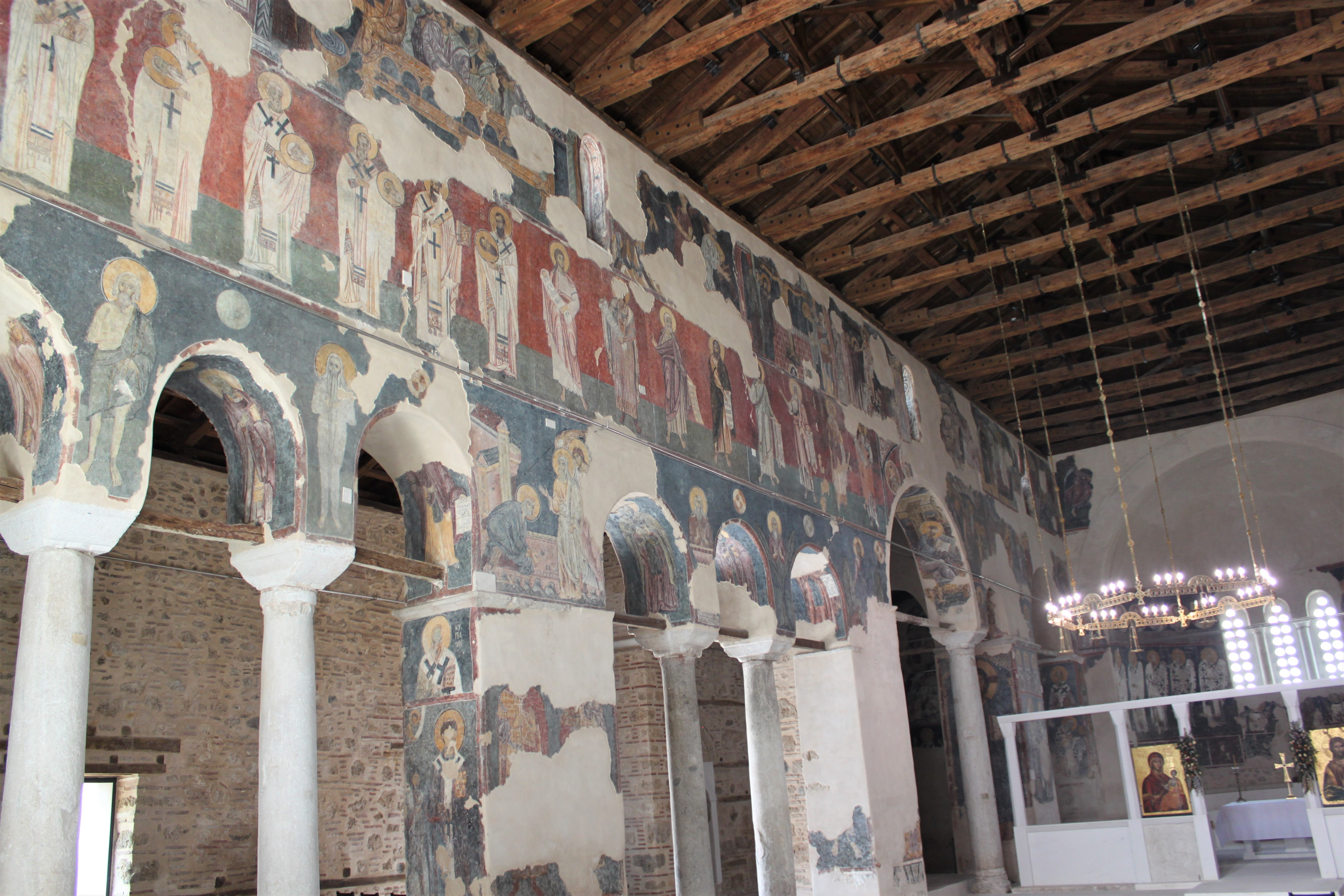
Ancienne cathédrale de Véria (XIe siècle)
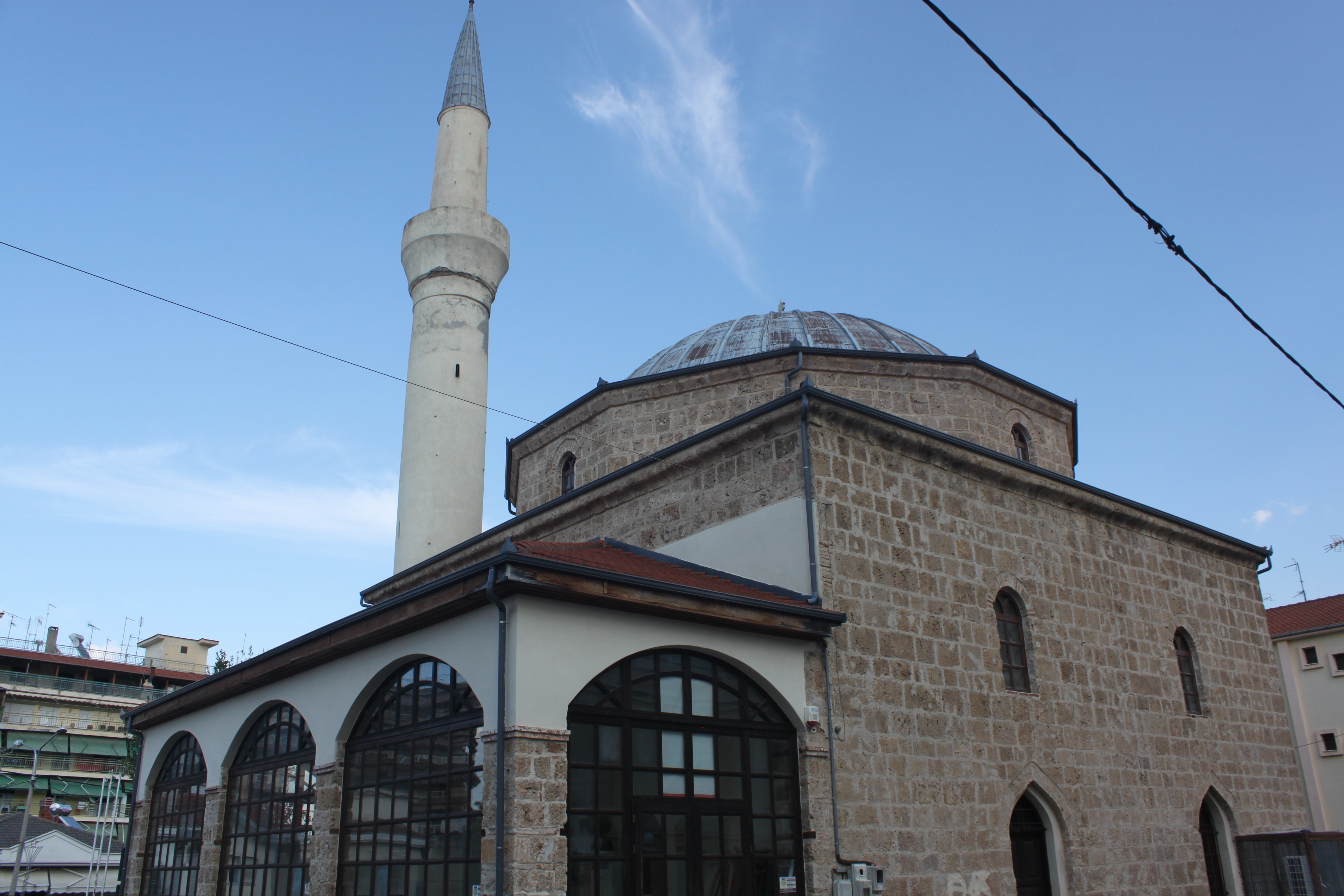
Mosquée Medrese de Véria, la plus grande de la ville sous l'occupation ottomane
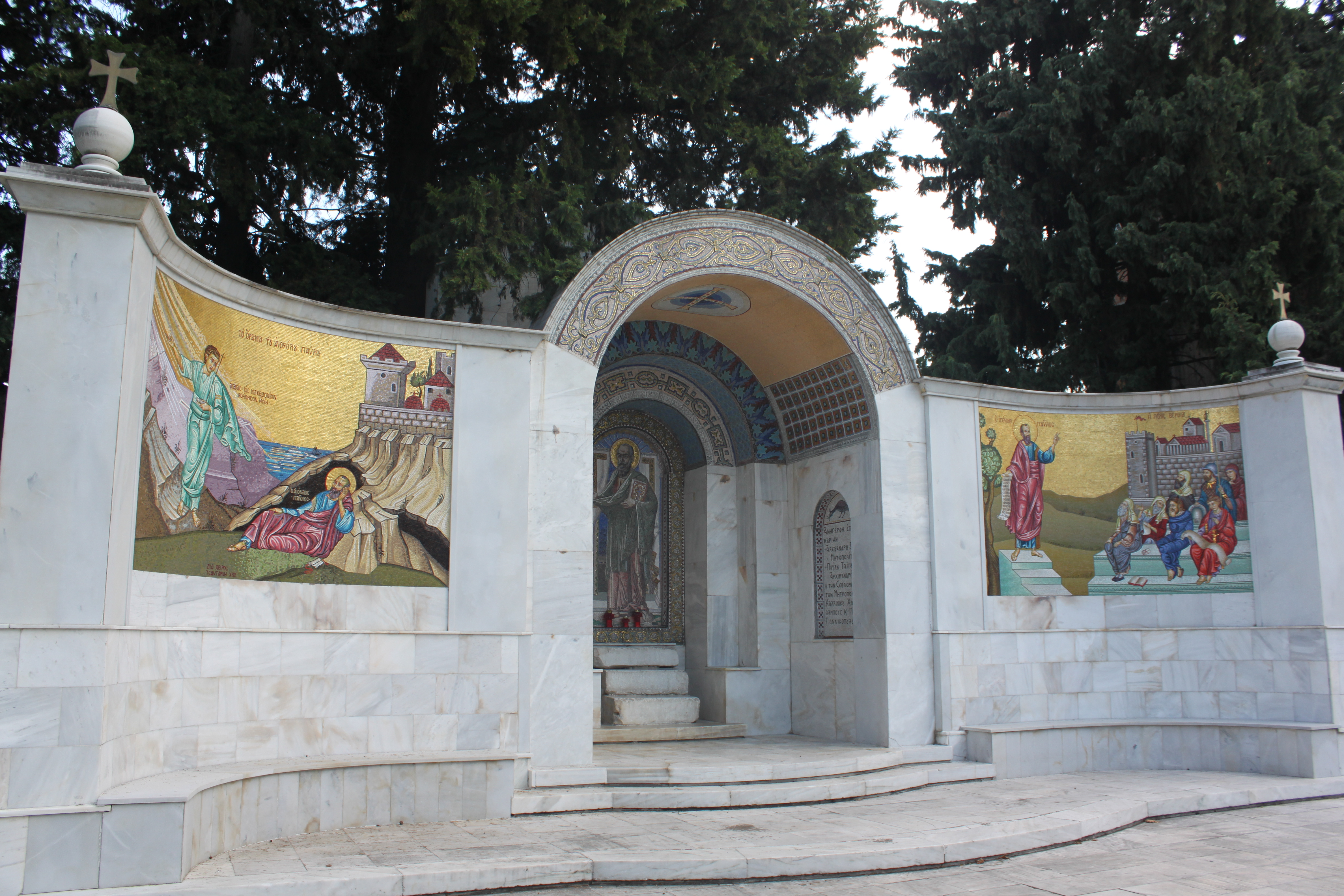
Altar de Saint Paul, lieu supposé des prêches de Paul de Tarse